# João Corso
Dom João Corso, S.D.B. (Cajobi, 30 de março de 1928 — São Paulo, 15 de outubro de 2014) foi um bispo católico brasileiro e emérito de Campos.

## Biografía
Nascido em 1928, ingressou na ordem religiosa dos Salesianos de Dom Bosco e fez profissão em 1944. Estudou filosofia e teologia, bem como sociologia pastoral em Roma e canto gregoriano no Rio de Janeiro. Foi ordenado sacerdote em 30 de agosto de 1953. Estudou direito canônico e doutorou-se em 1957 na Pontifícia Universidade Salesiana em Roma.
De 1996 a 2003 foi presidente do tribunal eclesiástico da arquidiocese do Rio de Janeiro.
Papa João Paulo II nomeou-o bispo de Campos em 12 de outubro de 1990. Recebeu a consagração episcopal pelas mãos de dom Carlos Alberto Etchandy Gimeno Navarro, arcebispo de Niterói, em 8 de dezembro seguinte. Seu lema episcopal era "Meu viver é Cristo".
Em 22 de novembro de 1995, o papa aceitou sua demissão antecipada por motivos de saúde. Faleceu em São Paulo em 15 de outubro de 2014.